# Marisa Minetti
Marisa Mariela Minetti Herrera (Buenos Aires, 6 de junio de 1973) es una actriz, modelo y conductora argentina naturalizada peruana. A lo largo de los años se desempeñó en ambos países, aunque radicaba en Argentina. Sin embargo, en 2022 anunció su retorno al Perú para vivir y participar en diversos proyectos.
Se formó en el estudio de entrenamiento actoral Julio Chávez, la Escuela de Teatro Timbre 4 y la Escuela de entrenamiento corporal Ana Frenkel en Argentina. También recibió dos talleres de actuación: uno en Argentina y otro en Perú.

## Biografía
Marisa Mariela Minetti Herrera nació el 6 de junio de 1973 en Buenos Aires, Argentina. Es hija de padre peruano y madre argentina.
Marisa vivió toda su infancia en la capital peruana y estuvo una década radicando en Buenos Aires.
Estudio la carrera de Turismo y, al finalizar sus estudios, decidió radicar en Perú junto con su padre.
Minetti comenzó su carrera artística como modelo. En el año 1997, fue parte de la coconducción del programa deportivo nocturno Punto de quiebre junto a Gustavo Mayer, Fiorella Rodríguez, Cecilia Brozovich y Óscar Gayoso. Al año siguiente, debuta en la actuación con la telenovela La rica Vicky bajo el papel de Lucía Villarán y más tarde, se incluye dentro del reparto de la otra ficción Amor serrano también en ese año.
En el año 1999 asume su primer protagónico con la telenovela Procura amarme más, interpretando a Bianca. 
Durante el periodo 2008-2012, fue conductora del programa televisivo Boda y estilo por la cadena RBC Televisión y más tarde, Panamericana Televisión a partir de los años 2010.
Después de casarse, la actriz vivió en su natal Argentina pero retornaba a Lima para actuar en sus siguientes papeles en diversas series y telenovelas peruanas. En el año 2010, inicia su participación en la teleserie Al fondo hay sitio, bajo el papel de Marisienka Bogani, la madre de Cayetana Bogani, regresando para la temporada 2014.
En el año 2018, fue parte del elenco central de la película Utopía, en el personaje de Marcela Ocaña. Más tarde, fue antagonista principal de la telenovela Te volveré a encontrar como Malena Cobos.
En 2022, anunció su divorcio y su radicación definitiva en Perú para seguir participando en múltiples proyectos. En el año 2024, se incluye dentro del reparto de la obra teatral Velas de cumpleaños.
En el año 2025, asume el antagónico reformado de la telenovela Eres mi sangre como Rocío Mendoza, la madre de Gabriela Navarro.

## Filmografía
| Año       | Título       | Personaje     | Notas       |
| --------- | ------------ | ------------- | ----------- |
| 2011      | Quiero saber | Romina        | Protagónico |
| 2017-2018 | Utopía       | Marcela Ocaña | Protagónico |

## Televisión
| Año       | Título                 | Personaje                   | Notas                         |
| --------- | ---------------------- | --------------------------- | ----------------------------- |
| 1994      | Punto de quiebre       | Ella misma                  | Conductora                    |
| 1996      | Deporte espectacular   | Ella misma                  | Conductora                    |
| 1998      | La rica Vicky          | Lucía Villarán de las Casas | Estelar                       |
| 1998      | Amor serrano           | Miss Jacqueline             | Secundaria                    |
| 1999      | Procura amarme más     | Bianca                      | Protagonista                  |
| 2000      | Milagros               | Claudia Rosales             | Secundario                    |
| 2006      | Divocia2               | Lucía de Martínez           | Secundario                    |
| 2008-2012 | Boda y estilo          | Ella misma                  | Conductora                    |
| 2010-2014 | Al fondo hay sitio     | Marishenka Bogani           | Secundaria, madre de Cayetana |
| 2018      | VBQ: Empezando a vivir | Malena Cobos                | Secundario                    |
| 2020      | Te volveré a encontrar | Eva Roldán                  | Antagónico                    |
| 2023      | Maricucha              | Valeria del Águila          | Secundario                    |
| 2025      | Eres mi sangre         | Rocío Mendoza               | Antagónico reformado          |

### Comerciales
| Año       | Título                                                  | País                                          |
| --------- | ------------------------------------------------------- | --------------------------------------------- |
| 2017      | Comercial Cicatricure                                   | Argentina                                     |
| 2017      | Comercial Jonh Foos                                     | Argentina                                     |
| 2017      | Gráfica publicitaria H2O                                | Argentina                                     |
| 2017      | Gráfica publicitaria ICBC                               | Argentina                                     |
| 2017      | Comercial Mr. Músculo, en línea                         | Egipto, Kuwait, EAU, Arabia Saudita, Pakistán |
| 1997-2010 | Otros: DirecTV, Unique, Lebel, Sprite Zero, entre otros | Perú                                          |

## Teatro
| Año  | Título                        | Teatro               | País |
| ---- | ----------------------------- | -------------------- | ---- |
| 2005 | Algún día trabajaremos juntas | Teatro AAA           | Perú |
| 2018 | Después de la pantalla        | Microteatro Lima     | Perú |
| 2024 | Velas de cumpleaños           | Teatro Ricardo Blume | Perú |

## Radio
| Año  | Título            | Notas                               | País      |
| ---- | ----------------- | ----------------------------------- | --------- |
| 2015 | Peruanos con alas | Coconductura, Radio Palermo 93.9 FM | Argentina |